# Паиско Ловено
Паѝско Ловѐно (на италиански: Paisco Loveno, на източноломбардски: Paisc Loè, Паиск Лое) е община в Северна Италия, провинция Бреша, регион Ломбардия. Разположена е на 853 m надморска височина. Населението на общината е 199 души (към 2013 г.).
Административен център на общината е село Паиско (Paisco).